# K Berchem Sport 2004
Maillots
Actualités
Dernière mise à jour : 3 août 2018.
Le Koninklijke Berchem Sport est un club belge de football basé à Berchem (Anvers). Porteur du matricule 28, le club a été fondé en 1906, ses couleurs sont le jaune et le noir. Le club et les joueurs sont surnommés "de Leeuwen van 't stad" (littéralement: les Lions de la ville - sous entendu d'Anvers).
Lors de la saison 2018-2019, le club évolue en Division 2 Amateur. C'est sa 97e saison dans les séries nationales, dont 41 en Division 1.

## Repères historiques
- 1906 : 13/08/1906, fondation de Berchem Sport en tant que cercle d'Athlétisme et de Lutte
- 1908 : 22/04/1908, Berchem Sport crée une section football qui joue qui s'affilie à l'UBSSA,  sous l'appellation BERCHEM SPORT, le 16/06/1908.
- 1911 : BERCHEM SPORT accède aux séries nationales. Cette première expérience ne dure qu'une seule saison.
- 1919 : BERCHEM SPORT retrouve les séries nationales et ne les quitte plus avant la fin de la saison 1999-2000, soit 81 ans ou 78 saisons consécutives.
- 1926 : décembre, BERCHEM SPORT se voit attribuer le matricule 28.
- 1931 : 23/03/1931, reconnu "Société Royale", BERCHEM SPORT (28) adapte son appellation en ROYAL BERCHEM SPORT (28) le 29/04/1931.
- 1967 : 15/05/1967, ROYAL BERCHEM SPORT (28) change son appellation en KONINKLIJKE BERCHEM SPORT (28).
- 2005 : 01/07/2005, à la suite de graves soucis financiers, KONINKLIJKE BERCHEM SPORT (28) est restructuré (cession de patriomoine) et change son appellation (comme le prévoit les règlements de l'URBSFA) et devient KONINKLIJKE BERCHEM SPORT 2004 (28)

## Histoire

### Premières années
Le club est fondé le 13 août 1906 sous l'appellation Berchem Sport par un groupe d'amis qui s'appellent entre eux "Vlaamsche Vrienden" (littéralement: amis flamands). Ce détail explique le choix des couleurs officielles : Jaune et Noir (qui sont celles de la Flandre. Comme souvent, la fondation du cercle se déroule dans un café. Dans ce cas, c'est dans un établissement nommé "Limburgia" dans la Beernaertstraat (rue Beernaert) que Berchem Sport est porté sur les fonts baptismaux.
Au tout début, le cercle à une vocation de club d'Athlétisme et de Lutte. Les différents disciplines pratiquées sont la course à pied, des lancers (poids, disque...) et des sauts (longueur, hauteur). Durant les mois d'hiver, une section est destinée à la lutte et principalement la lutte gréco-romaine.
Le 22 avril 1908, Berchem Sport crée une section football puis s'affilie, le 16 juin 1908 à l'Union Belge des Sociétés de Sports Athlétiques (UBSSA) (actuelle URBSFA). Le 9 août 1908, le club inaugure son premier terrain dans la Molenstraat. Le premier match oppose Berchem Sport à une équipe appelée Pennepoel Sportif de Malines. Les sources se contredisent. Certaines parlent d'un succès (3-1), alors que d'autres évoquent une défaite (1-5).
Rappelons qu'à cette époque, le football n'a pas encore très bonne réputation auprès des sportifs qui pour la plupart émargent aux catégories aisées de la population. Le football est à ce moment parfois considéré comme un "jeu diabolique". En ce début de XXe siècle dans la région anversoise où l'AntwerP FC existe déjà depuis près de 30 ans, d'autres disciplines sportives, comme le cyclisme sur route ou sur piste ou différents sports de combat (Boxe, Catch, Lutte...), sont plus populaires que le "jeu de football". Les journaux de l'époque accordent bien moins de place au "foot-ball" (orthographe fréquente à cette époque) qu'aux autres disciplines. Ce n'est qu'avec le temps, après la Première Guerre mondiale, que le football finit pas s'imposer et devient le sport dominant. La victoire de la Belgique dans le tournoi de football des Jeux Olympiques d'Anvers en 1920 s'avère être un élément déterminant. Comme pour toutes les disciplines sportives, l'accès au sport pour les couches sociales les moins aisées est l'autre facteur essentiel.
En octobre 1908, le club participe à ses premiers championnats officiels avec deux équipes. Deux saisons plus tard, il en aligne cinq. Au terme de la compétition 1910-1911, Berchem Sport remporte le titre en 2e Division provinciale anversoise. À l'époque, il s'agit du 3e niveau de la hiérarchie, en dessous deux niveaux "nationaux" (la Division d'Honneur et la Promotion). Lors du tour final pour la montée en Promotion (D2), le cercle termine deuxième, mais profite du renoncement d'Uccle Sport, pour avoir le droit de faire son entrée en séries nationales. Berchem Sport devient ainsi le 5e club de la métropole anversoise (le 7e de la Province d'Anvers) à atteindre la "nationale".
En Promotion, lors de la saison 1910-1911, on constate que la montée est venue un peu trop vite pour Berchem Sport qui ne peut éviter la dernière place et la relégation (en compagnie de l'AS Anvers-Borgerhout).

### Retour et installation en Nationale
Revenu en « 2e Division provinciale » (ou « régionale », selon les sources, les termes sont synonymes), Berchem Sport déménage en 1912 vers un nouveau site sur la Grote Steenweg. Au terme de la saison 1913-1914, le club est de nouveau champion provincial et termine 2e d'un tour final. Cela lui donne le droit de remonter en Promotion (D2). Mais le football devient rapidement secondaire puisqu'éclate la Première Guerre mondiale. Les compétitions de football sont interrompues. En 1915-1916, Berchem remporte un titre tout à fait officieux de « champion provincial ». Ensuite, un « championnat local » est joué avec l'Antwerp, le Beerschot et St-Ignatius SC. En 1918, il n'est plus question de football car le terrain de la Grote Steenweg, comme beaucoup d'autres sites sportifs en cette époque de terrible récession et sacrifices, est transformé pour cultiver...des pommes de terre. Quand le fracas des armes cessent enfin, Berchem Sport pleure la perte de plusieurs de ses membres, dont Oscar Heilings (frère du futur président Jef Heilings) ou encore de Campaert, capitaine de l'équipe "Premières".
Lorsque les épreuves retrouvent leur cours normal, pour la saison 1919-1920, Berchem Sport est donc placé en Promotion grâce à la montée obtenue en 1914. Jusqu'en 2000, soit 81 ans (78 saisons) plus tard, le club ne quitte plus les séries nationales.
Berchem termine 6e lors des deux saisons qui suivent le conflit. En 1922, il est vice-champion derrière Uccle Sport et peut ainsi monter dans la plus haute division : la Division d'Honneur. Le cercle "Jaune et Noir" y joue 13 saisons jusqu'en 1936 (ne faisant qu'un aller/retour vers le 2e niveau en 1934). La rencontre jouée le 10 septembre 1922 contre l'Union St-Gilloise (partage 2-2) est entièrement filmée. Mais on a hélas perdu toute trace de cette précieuse archive.
Lors de la dernière journée du championnat 1923-1924, Berchem (classé 10e) participe à l'écriture de l'Histoire. Le Beerschot AC, qui est leader et a besoin d'un point pour enlever son 2e titre, est battu au Vivier d'Oie par le Racing CB. Mais l'Union St-Gilloise ne parvient pas à lui chiper le titre, car elle est accrochée dans son propre Parc Duden par Berchem Sport (1-1). Dans le train qui ramène les deux équipes anversoises et leurs supporters depuis Bruxelles, des scènes de joie et de fraternité éclatent spontanément !
Dans les années qui suivent, Berchem Sport se maintient dans le "ventre mou" de la plus haute division belge et aligne régulièrement de solides équipes difficiles à manier. En décembre 1926, lors de la première publication des numéros de matricule, Berchem Sport se voit attribuer le matricule 28. Le 29 août 1929, le club inaugure son nouveau stade: Het Rooi qui est toujours son site actuel d'activités. Pour l'ouverture, un match de gala est joué contre le PSV Eindhoven (qui s'impose 2-3). Deux ans plus tard, en 1931, le club obtient ce qui est jusqu'alors son meilleur classement: (3e). Il fête ainsi dignement son jubilé d'argent (25 ans). Une ancienneté qui permet au club d'être reconnu "Société Royale" (délai prescrit à cette époque). Le cercle devient Royal Berchem Sport. Il s'agit du mot "Anglais" et non du "Français", précise le site web du club, mais comme les deux s'écrivent de la même façon...
Deux saisons plus tard les réjouissances du 25e anniversaire, le club connaît une saison calamiteuse qu'il boucle à la dernière place. Il est relégué en Division 1 (nouvelle appellation du 2e niveau national belge depuis 1926). R. Berchem Sport remporte la "Série B" du Division 1 (1933-1934) et remonte parmi l'élite pour deux saisons. De nouveau relégué en 1936, le cercle jaune et noir évolue au 2e niveau jusqu'en 1943. À ce moment, Berchem Sport réintègre la plus haute division jusqu'en 1960. De 1949 à 1951, le cercle connaît ses trois plus glorieuses saisons. Il termine trois fois de suite vice-champion de Belgique (toujours derrière Anderlecht). En 1950-1951, le Berchemois Bert de Hert termine meilleur buteur de la plus haute division belge, avec 27 buts en 30 matches.
En 1954, Berchem Sport atteint les demi-finales de la Coupe de Belgique.

### Recul et soucis financiers
À partir de 1960, et pour le trois décennies qui suivent, Berchem Sport devient une "équipe ascenseur" qui alterne les périodes en "D1" et celles en "D2". Au terme de la saison 1989-1990, le club descend sous le 2e niveau national pour la première fois depuis 1919. Les Jaunes et Noirs manquent la remontée immédiate en finissant vice-champions derrière l'Excelsior Mouscron. Les cinq saisons suivantes sont sans histoire avec un classement final au centre du tableau d'une des deux séries de Division 3. Mais la 7e saison est fatale au matricule 28 qui glisse en Promotion. Au terme de la saison 1999-2000, Berchem se classe 4e. Mais, en raison de sa situation financière, il est relégué d'office en Première Provinciale.
Après 78 saisons de présence, Berchem Sport doit jouer en "Provinciale". Un homme d'affaires, souvent contesté, Freddy Van Gaever amène le bijoutier arménien, Vasken Cavatti à Berchem Sport. Cet homme injecte pas mal d'argent au sein du club mais il amène aussi une série d'Internationaux arméniens qui, sportivement parlant, s'avèrent vite dépassés. Le club se retrouve dans la deuxième moitié du tableau. Finalement, avec essentiellement l'aide de jeunes du cru, les Leeuwen van 't stad effectuent une fantastique remontée après la pause hivernale. Ils décrochent in-extremis une place au tour final anversois derrière le VK Waaslandia (Berchem gagne son dernier match contre St-Lenaarts et tous les autres rivaux des Jaunes et Noirs perdent des plumes !). Lors du tour final, Berchem Sport est clairement l'équipe en forme et s'impose en finale contre le Belgica Edegem.
Le matricule 28 retrouve donc immédiatement les séries nationales où il conquiert d'emblée le titre de la "série B" du championnat de  Promotion. Revenu au 3e niveau national, Berchem Sport est de nouveau sacré en fin de saison 2002-2003. Mais malheureusement pour lui, Berchem Sport s'est retrouvé au centre d'une sale affaire. Jusqu'en mars de cette saison, une grande action policière vise le club. Le président Cavatti est soupçonné d'avoir commis une fraude à grande échelle (faux contracts de joueurs qui auraient été payés "au noir", factures impayées, retards vis-à-vis de l'ONSS ...). Berchem et ses dirigeants se présentent comme les boucs émissaires de tout ce qui ne fonctionne pas dans le football belge, alors le Président de la fédération belge, à cette époque Jan Peeters, considère Berchem "un cas isolé". En raison de ce qui précède, le matricule 28 ne reçoit évidemment pas la licence requise et ne peut donc monter en Division 2. Le mal est rude. Avec V. Cavatti, disparaît le seul soutien et les autres sponsors renâclent à s'engager auprès d'un club décrié sur la place publique. La majorité de l'équipe championne sans va, les plus connus sont Marc Brijs (entraîneur) et Kurt Van Dooren qui rejoignent le Germinal Beerschot.

### Koninklijke Berchem Sport 2004
Au terme de la saison suivante, Berchem Sport, avec une équipe composée "avec les moyens du bord", ne peut éviter la dernière place et la descente en Promotion. On craint même le pire: la disparition pure et simple. Mais avec l'aide de plusieurs personnes sérieuses et aisées financièrement, le club est restructuré. Une "cession de patrimoine" permet d'éviter la mise en faillite et d'apurer les dettes les plus urgentes. Conformément aux règlements de l'URBSFA, le club doit changer son appellation, il devient le K. Berchem Sport 2004.
Souhaitant clairement ne plus commettre les erreurs du passé, le matricule 28, s'il espère jouer les premiers rôles au 4e niveau, refuse de vivre au-dessus de ses moyens. En 2006, à l'occasion des festivités du centenaire du club, une plaque souvenir est inaugurée à l'emplacement de l'ancien café « Limburgia ». Les saisons se suivent bonnes et moins bonnes. Ainsi en 2008, le club est contraint de jouer les barrages pour assurer son maintien en Promotion. Il y parvient en dominant le SC Petit-Warêt (4-2). Le club redore son blason en rebaptisant son mythique stade du Rooi en Ludo Coeckstadion, hommage appuyé à l'ancien Diable Rouge qui avait débuté à Berchem et était décédé en 1985, à l'âge de 30 ans, des suites d'un accident de roulage.
Les trois saisons suivantes sont bouclées dans la seconde partie du tableau.
Au terme de la saison 2011-2012, le club accède à la division 3 nationale à la surprise générale.
Il ambitionne de remonter en division 2 avec les moyens du bord. 
Pour la saison 2015-2016, à la suite de la réforme du football, le club joue en division 2 amateur. La saison suivante, le 30 avril 2017, le club devient champion de la division 2 amateur et accède ainsi à la division 1 amateur. La saison suivante (2017-2018), le club - qui a sous estimé la division 1 amateur en conservant tous les joueurs  - redescend pour rejoindre la division 2 amateur.  
En 2019, pour raison de sécurité, la ville d'Anvers a démoli et reconstruit des tribunes sur le même emplacement : la capacité du stade a été réduite de 13.000 places à 1.610 places. 
L'avenir de Berchem Sport
L'avenir de Berchem Sport réside dans le football amateur, sans négliger une ambition saine qui répond à ce que l'on peut attendre d'un club avec l'histoire, la résonance, l'entourage comme Berchem Sport, mais où la dure réalité économique d'un club moderne de football n'est pas perdu de vue. La direction actuelle du club a tiré des leçons du passé à cet égard, où à la fois un manque d'ambition et une ambition débridée ont eu à plusieurs reprises un résultat fatal.  Dans le domaine de ses activités jeunesse, le club a également franchi de nombreuses étapes de professionnalisation ces dernières années. Il y a quelques années, cela a conduit, entre autres, à obtenir une licence de football national, dont Berchem Sport était privé depuis bien trop longtemps, et il a déjà délivré au club le score le plus élevé possible sur l'indice Double Pass pour le football des jeunes deux fois de suite. Que l'approche porte ses fruits est attestée par le fait qu'au début de la saison 2019-20, pas moins de neuf jeunes joueurs ont été ajoutés à la première équipe. L'amélioration continue de la qualité de la formation et de l'accompagnement proposés sur et hors du site restera également la priorité absolue du travail jeunesse de Berchem dans les années à venir. La récente collaboration avec le RSC Anderlecht en est un exemple concret. Berchem Sport veut également se distinguer des autres clubs de la région en donnant à chaque jeune la possibilité de tirer le meilleur parti de lui-même au plus haut niveau possible, sportif et extra-sportif. 

## Résultats dans les divisions nationales
Statistiques mises à jour le 9 décembre 2024 (terme de la saison 2023-2024)

### Palmarès
- 5 fois champion de Belgique de Division 2 en 1934, 1943, 1962, 1972 et 1986
- 1 fois champion de Belgique de Division 3 en 2003
- 3 fois champion de Belgique de Promotion/D2 Amateur en 2002, 2012 et 2017

### Bilan
| Niv | Divisions     | Jouées | Titres | TM Up | TM Down |
| --- | ------------- | ------ | ------ | ----- | ------- |
| I   | 1re nationale | 41     | 0      |       |         |
| II  | 2e nationale  | 28     | 5      | 2     |         |
| III | 3e nationale  | 14     | 1      |       |         |
| IV  | 4e nationale  | 19     | 3      |       | 1       |
| V   | 5e nationale  | 0      | 0      |       |         |
|     |               |        |        |       |         |
|     | TOTAUX        | 102    | 9      | 2     | 1       |

- TM Up : test-match pour départager des égalités, ou toutes formes de Barrages ou de Tour final pour une montée éventuelle.
- TM Down : test-match pour départager des égalités, ou toutes formes de Barrages ou de Tour final pour le maintien.

## Terrains et Stades
- 1906-1912 : Molenstraat.
- 1912-1929 : Grote Steenweg.
- 1929-2009 : Het Rooi, ce stade devient l'antre mythique du club. En 2009, il est rebaptisé: Ludo Coeckstadion.
- depuis 2009 : Ludo Coeckstadion

## Personnalités
- Jos Van Eynde
- Mousa Dembélé

### Entraîneurs
- Rik Coppens
- René Desaeyere
- Urbain Haesaert
- Raoul Peeters
- Marc Brijs
- Dirk Geeraerd
- Eric Van Meir
- Jonas De Roeck
- Geert Emmerechts

### Joueurs
- Dick Advocaat
- Bert de Hert
- Rik Coppens
- Marcel Dries
- Dick Jol
- Joseph Taeymans
- Constant Van Den Buys
- Pascal Duerinckx
- Ludo Coeck
- Eric Van Meir

### Sources et liens externes
- (nl) Site officiel
- Ressource relative au sport :   - Transfermarkt
- DICTIONNAIRE DES CLUBS BELGES AFFILIES A L’URBSFA DEPUIS 1895 et ASBL Foot 100